# Ecografía Doppler

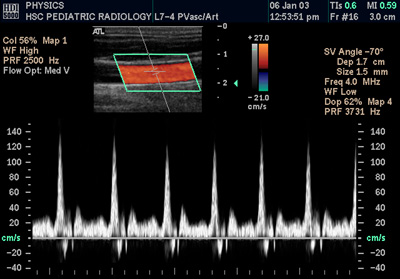
Doppler tipo Espectral de la arteria carótida común.

La ecografía dópler, o simplemente ecodóppler o ecodópler, es una variedad de la ecografía tradicional, basada por tanto en el empleo del ultrasonido, en la que aprovechando el efecto Doppler, es posible visualizar las fotos ondas de velocidad del flujo que atraviesa ciertas estructuras del cuerpo, por lo general vasos sanguíneos, y que son inaccesibles a la visión directa. La técnica permite determinar si el flujo se dirige hacia la sonda o si se aleja de ella, así como la velocidad de dicho flujo. Mediante el cálculo de la variación en la frecuencia del volumen de una muestra en particular, por ejemplo, el de un flujo de sangre en una válvula del corazón, se puede determinar y visualizar su velocidad y dirección. La impresión de una ecografía tradicional combinada con una ecografía dópler se conoce como ecografía dúplex.
La información dópler se representa gráficamente con un dópler espectral, o bien como una imagen usando Doppler direccional o un power Doppler (Dópler no-direccional). La frecuencia Dópler cae en el rango audible y puede escucharse utilizando altavoces estéreo, produciendo un sonido pulsátil distintivo.[cita requerida]

## Principio
Utilizando el efecto dópler, la ecografía dópler estudia el cambio en la frecuencia recibida desde un receptor fijo, en relación con una fuente emisora en movimiento acoplado a ultrasonido (vibraciones en el rango >20 kHz) con una frecuencia determinada (Fe), desde un transductor hacia una columna de partículas sanguíneas en movimiento, permite conocer ondas de velocidad de flujo de un vaso determinado. La diferencia entre la frecuencia emitida y la reflejada se llama frecuencia dópler (Fd), proporcional a la velocidad de flujo sanguíneo (Vsang) y expresada en la fórmula:
{\displaystyle V\cdot \cos \alpha =V_{\mathrm {sang} }}
Donde el cos α representa el ángulo de insonación y la frecuencia dópler es equivalente a la velocidad del ultrasonido (Vultra):

{\displaystyle Fd=2Fe\cdot V\cdot \cos \alpha =V_{\mathrm {ultra} }}

## Tipos

### Dópler color
El dópler color es, esencialmente, el sistema computacional incorporado a la máquina de ultrasonido. Este asigna unidades de color, dependiendo de la velocidad y dirección del flujo sanguíneo. Por convención, se ha asignado el color rojo para el flujo hacia el transductor y el azul para aquel que se aleja.

### Dópler pulsado
La mayoría de los dispositivos modernos usan la ecografía dópler pulsátil, produciendo un dópler con flujo en color, para medir flujos en el centro o en la periferia de un vaso sanguíneo. Los dispositivos de ondas pulsadas transmiten y reciben una serie de impulsos, por lo general recibiendo la información antes de enviar el siguiente impulso. El cambio de frecuencia de cada pulso se ignora, sin embargo los cambios de fase relativa de los pulsos se utilizan para obtener el cambio de frecuencia, puesto que la frecuencia es la tasa de cambio de dicha fase. Las principales ventajas del dópler pulsátil sobre la variedad de onda continua es que se obtiene información de la distancia (el tiempo entre la transmisión y recepción de los impulsos puede ser convertida en una distancia sabiendo la velocidad del sonido). La desventaja del dópler pulsátil es que las mediciones pueden sufrir de aliasing. El término "ultrasonido dópler" o "sonografía dópler", ha sido aceptado para referirse tanto a la versión pulsátil como el sistema continuo a pesar de los diferentes mecanismos por los cuales cada uno mide el flujo.[cita requerida]

### Dópler continuo
Los dispositivos de ondas continuas transmiten un haz de ultrasonido continuo, de manera que la trasmisión del sonido y recepción de la información ocurren simultáneamente en el transductor. Aunque la ecografía de onda continua permite determinar la dirección del flujo estudiado, tiene la limitación de no poder determinar la profundidad a la que ocurre el movimiento.

## Aplicaciones
El ecodópler tiene particular utilidad en los estudios cardiovasculares (ecografía del sistema vascular y del corazón) y es esencial en muchas áreas, tales como la determinación del flujo invertido de sangre en los vasos del hígado en casos de hipertensión portal. El ecodópler también se usa para la determinación del riesgo de preeclampsia en mujeres embarazadas y es la mejor prueba para el diagnóstico no invasivo de anemia fetal.
La ecografía dópler de un brazo o de una pierna estudia el flujo sanguíneo en las arterias y venas grandes en brazos y piernas.